# Sinurus
Sinurus is een geslacht van kevers uit de familie van de loopkevers (Carabidae). De wetenschappelijke naam van het geslacht is voor het eerst geldig gepubliceerd in 1869 door Chaudoir.

## Soorten
Het geslacht Sinurus omvat de volgende soorten:
- Sinurus graciliceps Bates, 1892
- Sinurus nitidus Bates, 1892
- Sinurus opacus Chaudoir, 1869